# Hideki Ishige
Hideki Ishige (石毛 秀樹, Ishige Hideki) est un footballeur japonais né le 21 septembre 1994. Il évolue au poste de milieu de terrain.

## Biographie
Ishige commence sa carrière professionnelle au Shimizu S-Pulse. Il débute en première division lors de l'année 2012. La même année, il atteint la finale de la Coupe de la Ligue, qu'il perd face au Kashima Antlers.
Il participe avec l'équipe de Japon des moins de 17 ans à la Coupe du monde des moins de 17 ans 2011 organisée au Mexique. Lors de cette compétition, il joue quatre matchs, marquant trois buts, le Japon atteignant le stade des quarts de finale.

## Palmarès
- Finaliste de la Coupe de la Ligue japonaise en 2012 avec le Shimizu S-Pulse

## Distinctions personnelles
- Élu meilleur espoir de la confédération asiatique en 2011